# 罗什泰格
罗什泰格（法語：Rosteig，法語發音：[ʁɔʃtaiɡ]；莱茵法兰克语：Rostai）是法国下莱茵省的一个市镇，属于萨韦尔讷区。

## 地理
罗什泰格（48°55'59"N, 7°20'25"E）面积7.69 平方千米，位于法国大東部大區下莱茵省，该省份为法国大陆部分最东部的省份，是阿尔萨斯的一部分，今与上莱茵省组成了阿尔萨斯欧洲集体，其南至上莱茵省，西南接孚日省和默尔特-摩泽尔省，西接摩泽尔省，北与德国接壤，东侧沿莱茵河与德国相望。
与罗什泰格接壤的市镇（或旧市镇、城区）包括：苏赫特、皮贝尔、福尔克斯贝格、莫代尔河畔温根、齐泰尔桑。
罗什泰格的时区为UTC+01:00、UTC+02:00（夏令时）。

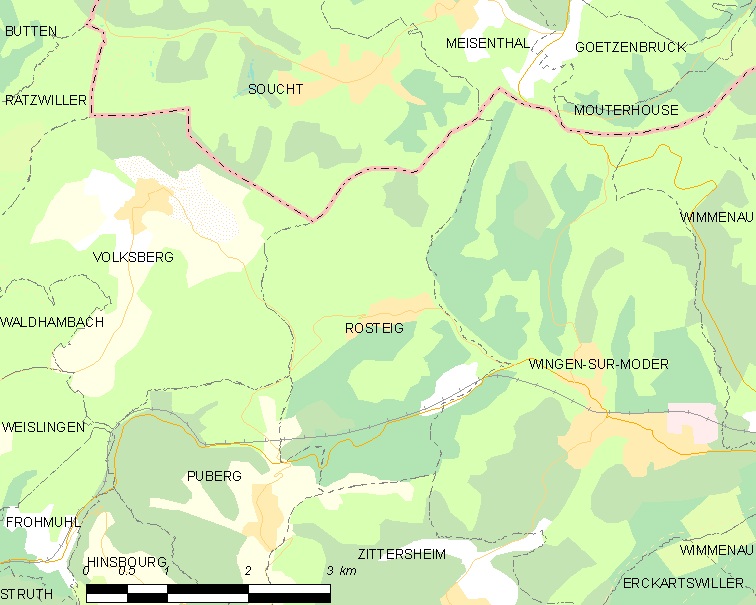
罗什泰格的OSM定位图

## 行政
罗什泰格的邮政编码为67290，INSEE市镇编码为67413。

## 政治
罗什泰格所属的省级选区为英维莱尔县。

## 人口

1962-2008年间罗什泰格人口变化图示

罗什泰格于2022年1月1日时的人口数量为471人。